# Vasilij Andrejevič Žukovskij

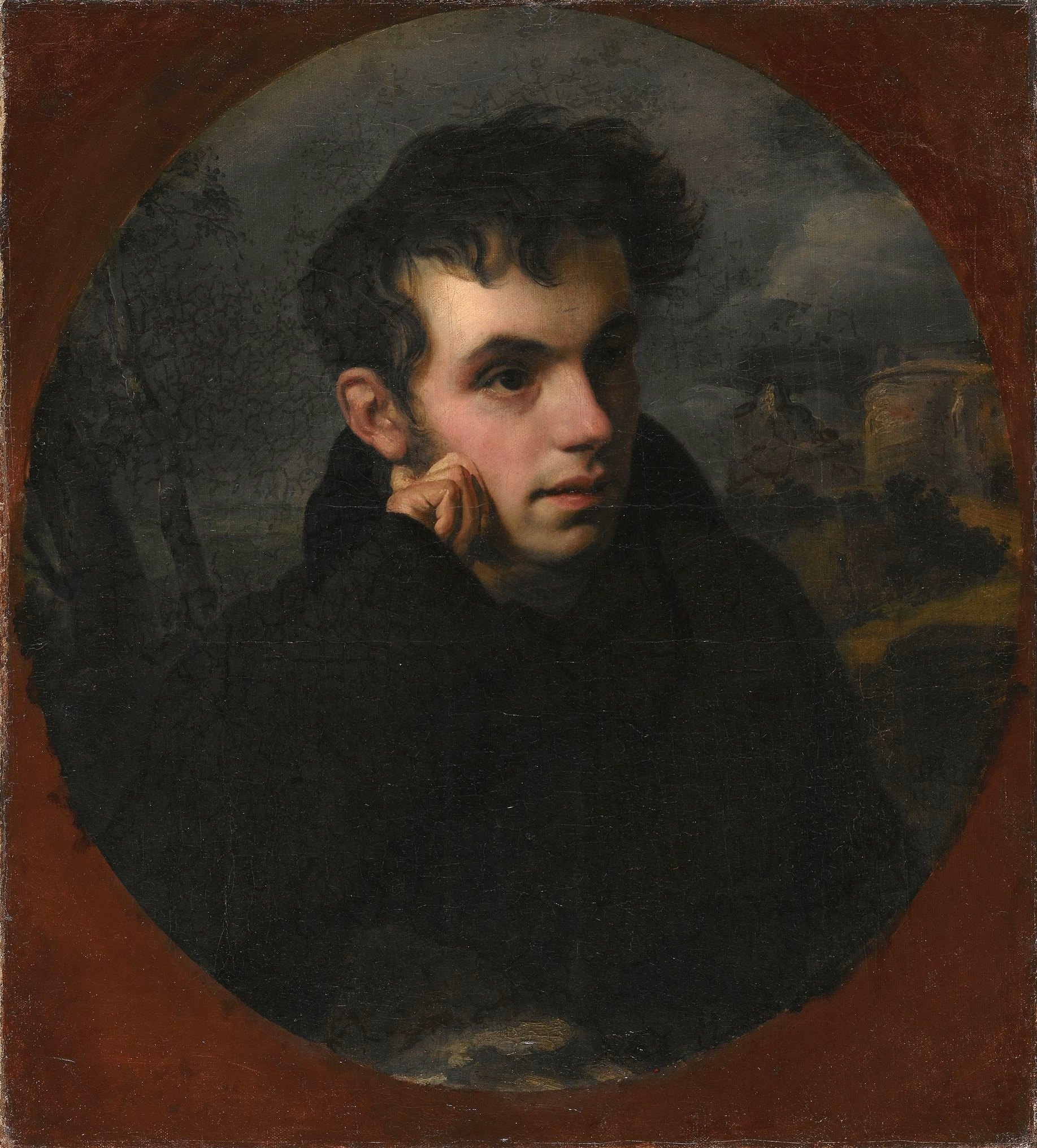
Vasilij Andrejevič Žukovskij

Vasilij Andrejevič Žukovskij, rusky Василий Андреевич Жуковский (9. února 1783, Mišenskoe, Ruské impérium – 24. dubna 1852, Baden-Baden, Německo) byl ruský básník a literární kritik. Nejvýznačnější představitel raného ruského romantismu.

## Životopis
Pocházel z nemanželského vztahu bohatého ruského statkáře Afanasije Ivanoviče Bunina (1716–1791) a zajaté Turkyně Salchy (po křtu Jelizaveta Demenťjevna Turčaninová). Příjmení dostal Vasilij Andrejevič po svém kmotrovi, šlechtici, Andreji Ivanovići Žukovském, který ho po smrti jeho otce adoptoval. Žil u Buninovy ženy, své nevlastní matky.
Vasilij Andrejevič trpěl svým nerovnoprávným postavením v rodině. Kvalitní vzdělání nabyl v privilegovaném šlechtickém ústavě Moskevské univerzity.
Od roku 1802 pobýval na středoruském venkově, v roce 1808 se vrací do Moskvy. Stává se redaktorem literárního časopisu Vestnik Jevropy, který založil Nikolaj Michajlovič Karamzin. Roku 1812 se zúčastnil Bitvy u Borodina. V roce 1815 je povolán do Petrohradu, kde pětadvacet let působil jako predčítavač carevny, učitel nevěsty budoucího Mikuláše I., a později jako vychovatel následníka trůnu, budoucího cara Alexandra II.
Souhlasil s Karamzinovou jazykovou reformou, v tisku vystupoval na její obranu. Patřil k významným členem Arzamasu, zároveň však oponoval snahám o jeho přeměnu z literárního kroužku na kroužek s politickým zaměřením. Navzdory svému občanskému konzervatismu se spřátelil s většinou pokrokových ruských spisovatelů první třetiny 19. století a snažil se využít svůj vliv na carském dvoře v jejich prospěch.
Jeho život silně ovlivnila nenaplněná láska k vlastní neteři M. Protasové. Po ne zcela dobrovolném odchodu do výslužby se usadil v Německu, kde se oženil a zemřel. Je pochován při Lávře Alexandra Něvského (rus. 'Александро-Невская лавра') v Sankt-Petěrburgu.

## Tvorba

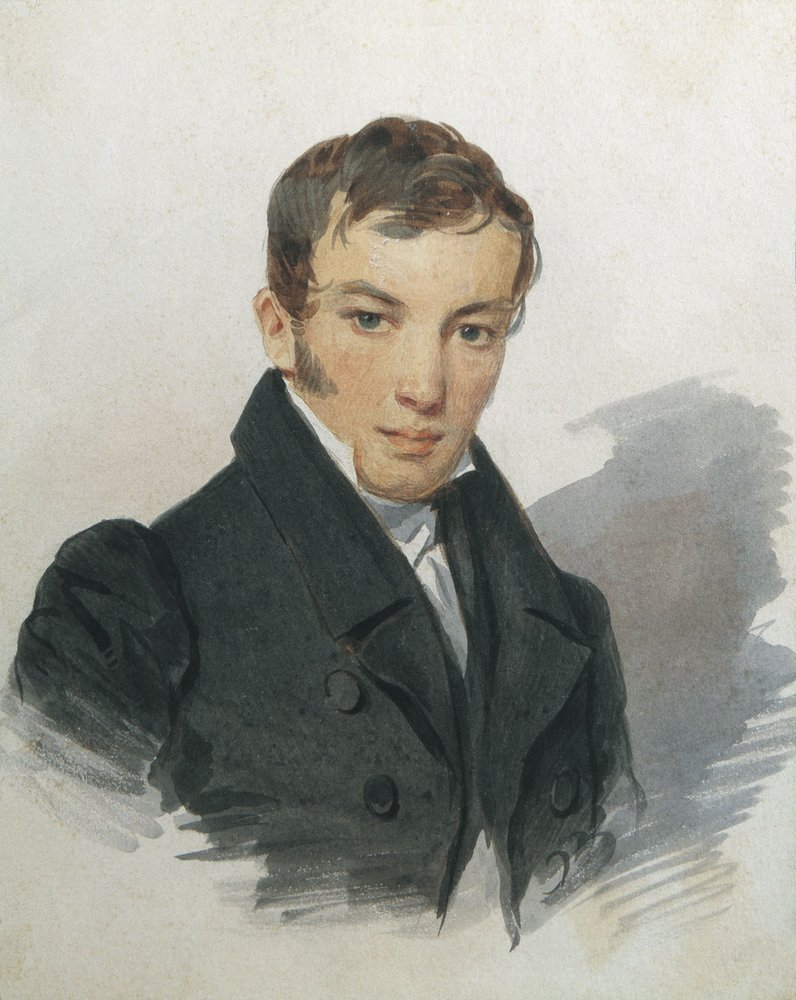
Vasilij Andrejevič Žukovskij

Literární dráhu začal jako Karamzinův žák.
Raná elegické tvorba se nese ve znamení anglické poezie hrobů. Jeho básně, např. parafráze anglického básníka Thomase Graye Venkovský hřbitov (Селское кладбище, 1802) nebo náladová báseň Večer (Вечер, 1807) jsou jedněmi z nejvyspělejších projevů ruského preromantismu. Vyjadřují znechucení nad prázdnotou ducha vyšších vrstev, opěvují mravnost prostých a pracovitých vesničanů, v ideálním světle zobrazují neporušenou přírodu a štěstí tichého života.
Jeho vlastní dílo se prolíná s překlady a parafrázemi západní preromantické poezie.
Později se jeho psychologický ponor v básních prohlubuje, promítlo se to do jeho lyrické tvorby, jejímž hlavním motivem byl motiv lásky. Jeho oblíbeným tématem bylo tajemné posmrtné splynutí bytostí zaživa osudově rozdělených, např. báseň Nině (Нине, 1808).
Žukovskij významně zasáhl do vývoje a formování lyricko-epických žánrů, hlavně do vývoje balady. Už jeho první kroky v tomto směru, dvě osobitá zpracování bürgerovského námětu o návratu mrtvého milého k nevěrné milé, v baladách Ludmila (Людмила, 1808) a Světlana (Светлана, 1808–1812), mu přinesly úspěch. Stal se zakladatelem tohoto romantického žánru v ruské literatuře. Svou poezii v nich otevřel silným folklórním vlivům.
V jiných baladách je folklór nepřítomen, zaměřuje se na psychologii milostného citu, popřípadě na nábožensko-mravní problematiku a náměty čerpá z antiky, např. Kassandra (1809) a Achilles (1814), a z idealizovaného západoevropského středověku, balada Eolova harfa (Эолова арфа, 1814) vypráví příběh o tragické lásce mezi dívkou ze vznešeného rodu a prostým pěvcem. Žukovskij vytvořil ruskou variantu rytířské balady.
Žukovskij je spojován také s uvedením romantické elegie do ruské literatury. Jeho zásluhou stoupla úroveň popisů přírody, ať už postavených na konfrontaci člověka a krajiny (elegická idyla Slavjanka, Славянка, 1815), nebo ve snaze co nejobjektivněji zaznamenat dojem vyvolaný určitým přírodním obrazem (např. Moře, Море, 1822).
Je rovněž tvůrcem cyklu vlasteneckých romantických hymnů, prostoupených starobyle národními a hrdinsko-folklórními prvky, Pěvec v ruském ležení (Певец во стане русских воинов, 1812).
V intimní lyrice se jeho poezie přibližuje k mystickému romantismu. Žukovskij si pro potřeby vyjádření vidění svého vidění světa vytváří nové básnické prostředky, které významně obohatily ruský verš. Jeho básnická řeč je plná náznaků, symbolů, odmlk, v metaforách je pro něj příznačný synkretismus vidění, asociativní a expresivní vyjadřování. Hudebnost jeho verše je založena na členěné melodické intonaci a na trochejských rytmech.

## Dílo (výběr)

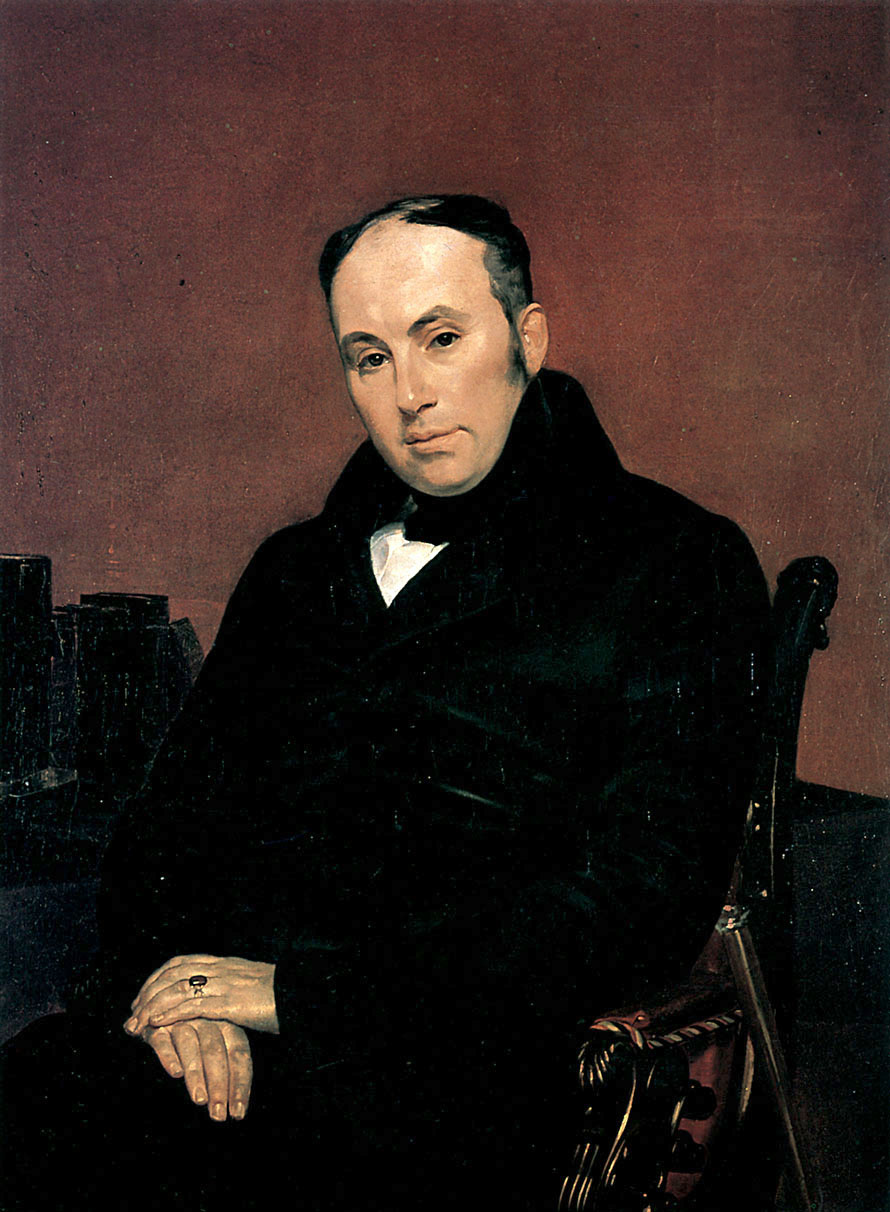
V. A. Žukovskij (1837)

- Vesnický hřbitov (1802, Сельское кладбище, Selskoje kladbišče)
- Večer (1807, Вечер)
- Ludmila (1808, Людмила, Ljudmila)
- Světlana (1808–12, Светлана)
- Pěvec ve stanu ruských vojáků (1812, Певец во стане русских воинов, Pěvec vo staně russkich vojinov)
- Slovanka (1815, Славянка, Slavjanka)
- Dvanáct spících panen (1817, Двенадцать спящих дев, Dvenadcať spjaščich děv)
- Moře (1822, Море)

## Fotogalerie

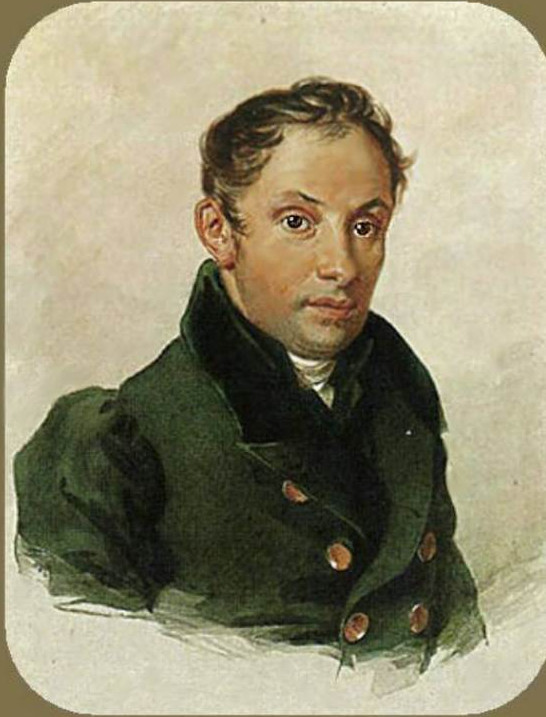
Žukovskij, portrét P. F. Sokolova
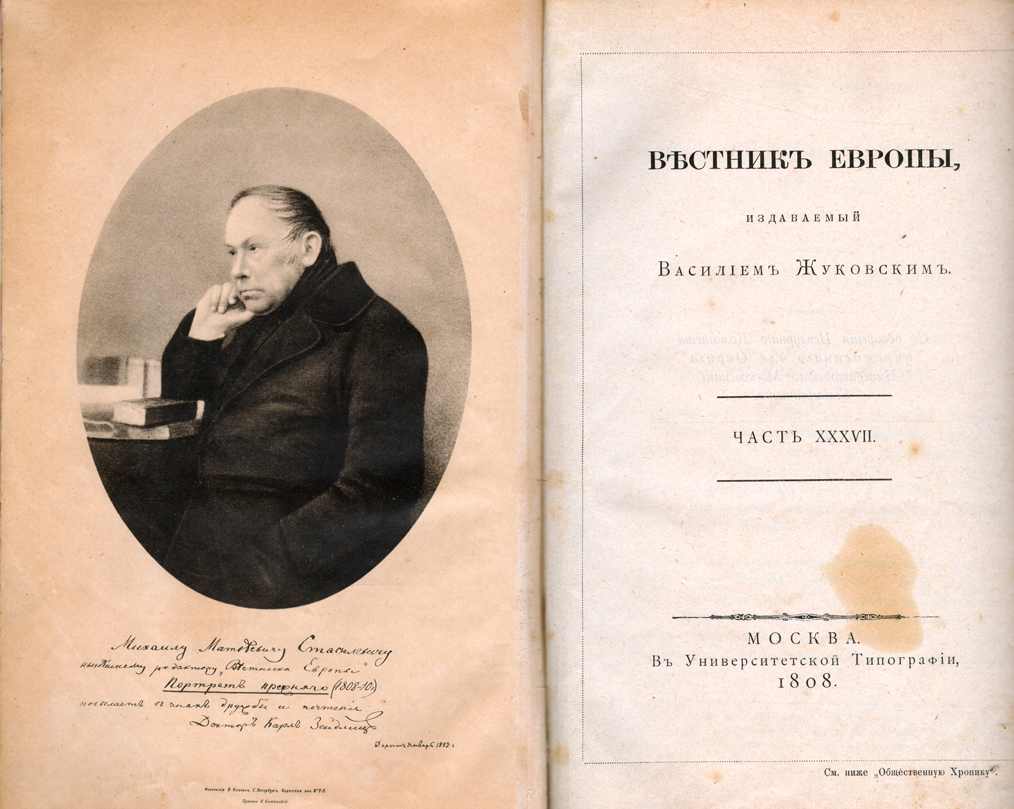
Žukovskij, V. A. 'Вестник Европы.' Moskva, 1808.
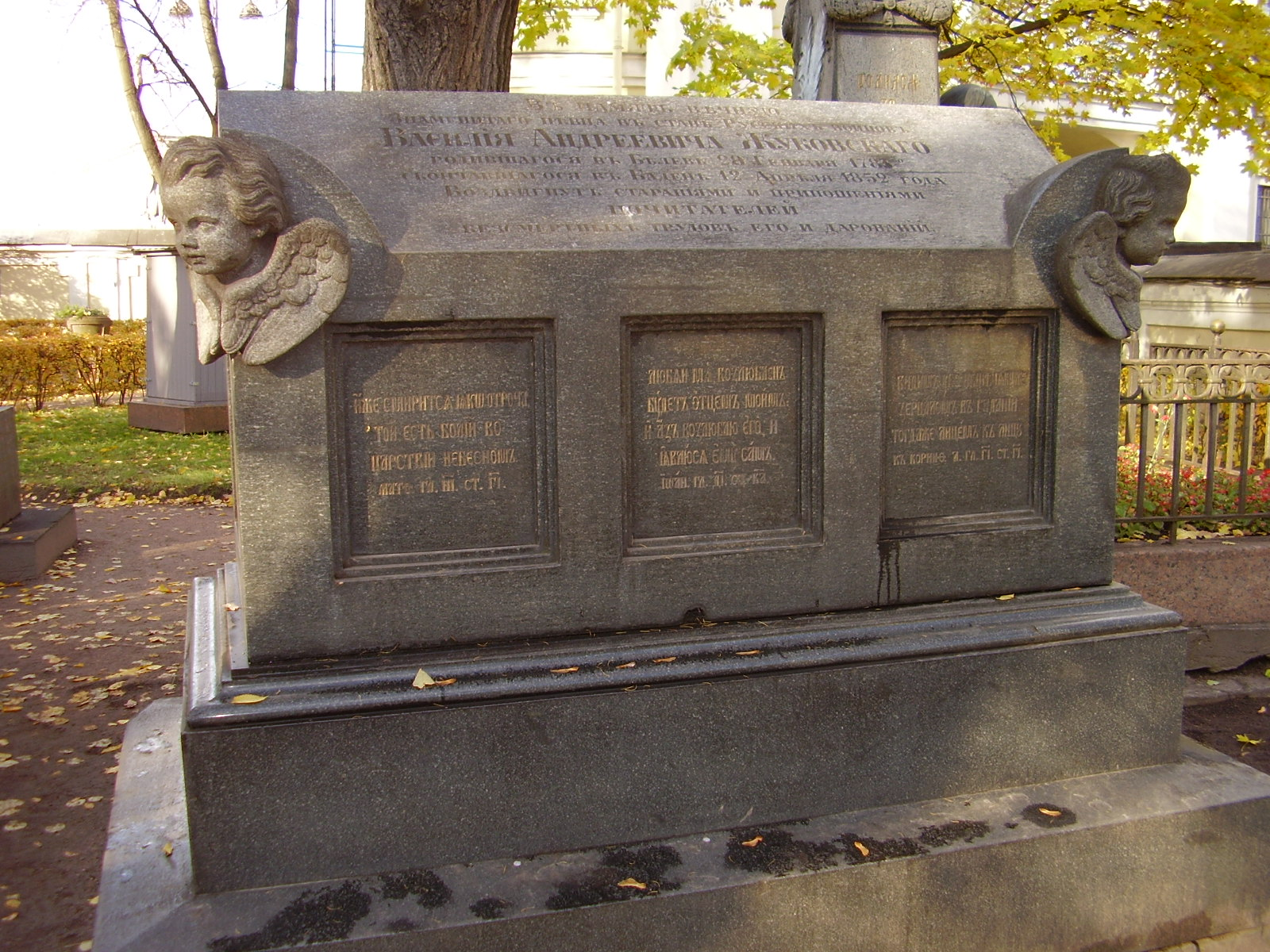
Hrob V. A. Žukovského